# Anthracocentrus rugiceps
Anthracocentrus rugiceps là một loài bọ cánh cứng trong họ Cerambycidae.